# Robert Northoff
Robert Northoff (geboren am 10. September 1952 in Gütersloh) ist ein deutscher Jurist, Hochschullehrer und Politiker (SPD). Seit 2021 ist er Abgeordneter des Landtags von Mecklenburg-Vorpommern.

## Ausbildung & Familie
Nach dem Abitur am Lessing-Gymnasium in Bochum studierte er ab 1971 Rechtswissenschaften an der Universität Freiburg i. B. und an der Universität Lausanne. Von 1972 an studierte er außerdem Psychologie. 1976 legte er das 1. Juristische Staatsexamen ab, 1978 erhielt er sein Diplom in Psychologie. 1980 folgte das 2. Juristisches Staatsexamen in Hamburg. Robert Northoff ist seit dem 7. Juli 1977 verheiratet und hat 3 Kinder.

## Beruflicher Werdegang
Von 1980 bis 1993 war er Richter in Hamburg, zunächst in einer Strafvollstreckungskammer, dann am Bezirksjugendgericht und schließlich als Familienrichter, zuletzt in einer IPR Abteilung für Fälle mit Auslandsbeteiligung. Daneben war er Ausbilder und Arbeitsgemeinschaftsleiter für Referendare, Lehrbeauftragter an der Universität Hamburg und Seminarleiter in der Anwaltsfortbildung. 1985 promovierte er mit einer vor allem empirischen Arbeit zu „Anspruch und Wirklichkeit“ der Strafvollstreckungskammer zum Dr. iur. 1986 war er zeitweilig Leiter des Arbeitsstabes des Parlamentarischen Untersuchungsausschusses zum Strafvollzug in Hamburg. 1990 und 1991 führte er einzelne Fortbildungen im Bereich Strafrecht und Strafprozessrecht am Institut für juristische Weiterbildung in Wustrau (ehemals nationales DDR Institut) für Richter aus den neuen Bundesländern durch. 1990–1995 engagierte er sich als Leiter der Arbeitsgruppe 2 im ersten deutschen „Rat für Kriminalitätsverhütung in Schleswig-Holstein“.
1993 erfolgte der Ruf an die Fachhochschule Neubrandenburg (heute University of Applied Sciences). Dort war er seitdem Hochschullehrer, insbesondere für die Bereiche Kinder- und Jugendhilferecht, Familienrecht, Bürgerliches Recht, Strafrecht, lehrte aber auch in den Grenzbereichen zwischen Recht und Psychologie (z. B. Kriminologie, Konfliktbearbeitung, Mediation). Forschungsreisen in die USA und nach Kanada. Aufbau und Vertiefung von Kontakten zu Partnerhochschulen, u. a. nach Santiago de Compostela. Zu seinen Veröffentlichungen gehört u. a. ein umfangreiches Buch zur Rechtspsychologie und das in der Folgezeit immer weiter vervollständigte Handbuch der Kriminalprävention als Loseblattsammlung.
Von 1998 bis 2002 war er Rektor der Fachhochschule Neubrandenburg und als Vorsitzender des Rektorats und des Senats in der Hochschulselbstverwaltung für die Entwicklung der Hochschule und ihre Außenvertretung verantwortlich. Für seine programmatische Förderung von weiblichen Studierenden und Lehrenden in den technischen Berufen erhielt die Hochschule den Total Equality Award.
Von 2002 bis Frühjahr 2021 war Northoff erneut in der Lehre tätig. Ab 2002 erfolgte eine Kooperation mit der Universität Archangelsk und damit die Veröffentlichung zweier Bücher auf Russisch an der Universität Archangelsk. 2008–2010 war er an dem EU-Projekt ESPIEW (Entrepreneurial Spirit Improving European Welfare) mit Partnern aus Belgien, Dänemark, Finnland, Rumänien und Zypern beteiligt. Seit 2013 folgten Kooperationen mit Hochschulpartnern in Palästina, Jordanien, Israel, insbesondere zu Themen wie Dealing with Conflicts, Rassismus und Migration.

## Politik
Robert Northoff trat 1976 in die SPD ein. Während des Studiums war er Mitglied des Sozialistischen Hochschulbundes SHB. In Mecklenburg-Vorpommern engagierte er sich im SPD-Landesverband in der Arbeitsgemeinschaft für Bildung, deren Vorsitzender er zeitweilig war. Er war viele Jahre als Neubrandenburger Stadtvertreter Mitglied der SPD Stadtfraktion und zeitweilig auch ihr Vorsitzender.
Bei der Landtagswahl 2021 in Mecklenburg-Vorpommern trat Robert Northoff im Landtagswahlkreis Neubrandenburg II in Neubrandenburg an, gewann diesen mit 34,0 Prozent der Erststimmen (5928 Stimmen) und vertritt damit den Wahlkreis im 8. Landtag.

## Mitgliedschaften
Robert Northoff ist in einem großen Netzwerk mit Vereinen und Verbänden in Mecklenburg-Vorpommern verbunden. Unter anderem ist er seit 1976 Gewerkschaftsmitglied, seit 1998 Mitglied des Hochschulfördervereins, seit 2000 Vorsitzender des Vereins Hilfe für Studierende und seit 2021 Vorsitzender der Europa-Union Mecklenburg-Vorpommern.
Des Weiteren ist er seit 2016 Mitglied des Aufsichtsrats der Theater und Orchester GmbH (TOG) Neubrandenburg/Neustrelitz und war auch zeitweilig der Vorsitzende.

## Veröffentlichungen
Zu seinen Veröffentlichungen zählen:
- Anspruch und Wirklichkeit der Strafvollstreckungskammer. (= Schriftenreihe der Deutschen Bewährungshilfe. Neue Folge. Bd. 6). Bonn 1985.
- Plädoyer für eine starke Justiz. Eindrücke aus Kolumbien. In: Deutsche Richterzeitung. 1989, S. 413–418.
- Durch Anpassung zur Unabhängigkeit. In: Deutsche Richterzeitung. 1991, S. 167–172.
- Mediation. Chancen und Risiken für Rechtsschutz und Resozialisierung durch Konfliktbearbeitung. In: Zeitschrift für Strafvollzug und Straffälligenhilfe. Nr. 4, 1993, S. 195–205. (Nachdruck: Deutsche Bewährungshilfe Materialien. Bd. 28. Bonn-Bad Godesberg 1995)
- Justiz und Widerstand. In: Betrifft Justiz. 1994, S. 398–408.
- Ohne Vorurteil und Verlegenheit. Die DDR, ein kriminalpräventives Gesamtkunstwerk? In: Kriminalistik. Nr. 1, 1995, S. 51–54.
- Rechtspsychologie. Bonn 1996. (Das Buch wurde teilweise auf Russisch übersetzt und veröffentlicht an der Universität Archangelsk 2001)
- Integration von Minderheiten. In: E. Kube, H. Schneider, J. Stock: Vereint gegen Kriminalität. Wege der kommunalen Kriminalprävention in Deutschland. Lübeck 1996, S. 261–291.
- Handbuch der Kriminalprävention. Loseblatt. Baden-Baden seit 1997. (Das Buch wurde teilweise auf Russisch übersetzt und veröffentlicht an der Universität Archangelsk 2001)
- Wendegeschichten. Sechs Geschichten zur deutschen Einheit. Arbeitsmaterialien für Studierende. (= Schriftenreihe der Fachhochschule Neubrandenburg. Reihe F. Allgemeine Schriften Band 1).
- Kinder in der Pubertät – Grenzen finden Grenzen setzen. Handbuch zum Elterntraining. Deutscher Kinderschutzbund Landesverband M-V e.V. Ohne Datum.
- Bericht über das Projekt „Betreuungsoptimierung durch soziale Leistungen“ – eine Untersuchung in Schwerin 2008 und 2009. In: Andrea Diekmann, Gerold Oeschger (Hrsg.): Betrifft Betreuung 11. Menschen und Rechte – Behindertenrechtskonvention und Betreuung. Berichte vom 12. Vormundschaftsgerichtstag vom 4. bis 6. November 2010 in Brühl. Betreuungsgerichtstag e.V, 2012, S. 285–429.
- Die Konkretisierung des Hilfeanspruchs durch ein Erwachsenenhilfegesetz. In: V. Aichele (Hrsg.): Das Menschenrecht auf gleiche Anerkennung vor dem Recht. Baden-Baden 2013, ISBN 978-3-8329-7153-3.
- Inklusive Gemeinschaftsschule: Ein diskursives Votum. Logos, 2012.
- Kompetenzen der Arbeits- und Problembewältigung. Beltz, 2012.
- Methodisches Arbeiten und therapeutisches Intervenieren. Beltz, 2013.
- Sozialisation, Sozialverhalten und Psychosoziale Auffälligkeiten. Beltz, 2013.
- R. Northoff, D. Franke, S. Neumann, A. Franke: „hel.p“ für Menschen in psychosozialen Krisen. In: Prävention und Gesundheitsförderung. Band 4, 2015, S. 293–299.
- R. Northoff, S. Kraehmer: German-Palestinian educational dialogue and student exchange : dealing with conflicts - joint ideas and experiences. (= Schriftenreihe E). Hochschule Neubrandenburg, 2016, ISBN 978-3-941968-52-3.